# La núvia vestia de negre
La núvia vestia de negre (títol original en francès: La Mariée était en Noir) és una pel·lícula francesa de François Truffaut estrenada el 1968. Truffaut és en plena escriptura del seu llibre-entrevista amb Alfred Hitchcock quan dirigeix  La núvia vestia de negre . Ha estat doblada al català.

## Argument
Cinc homes, en un joc que va malament, abaten el nuvi a la sortida d'un matrimoni. Una mica de misteri, és la història d'una venjança lenta, refinada i sobretot utilitzant les visions diferents que tenen els cinc homes sobre la dona ideal. Cadascun d'ells morirà, no per la seva falta, sinó per la seva personalitat. Fergus (Charles Denner), l'artista, posarà en escena i transformarà la seva pròpia mort en obra d'art.

## Repartiment
- Jeanne Moreau: Julie Kohler
- Michel Bouquet: Robert Coral
- Jean-Claude Brialy: Corey
- Charles Denner: Fergus
- Claude Rich: Bliss
- Michael Lonsdale: Clément Morane
- Daniel Boulanger: Delvaux
- Alexandra Stewart: Srta. Becker
- Sylvine Delannoy: Sra. Morane
- Christophe Bruno: "Cookie" Morane
- Luce Fabiole: Mare de Julie
- Michèle Montfort: Model de Fergus
- Jacqueline Rouillard
- Paul Pavel: Mecànic
- Gilles Quéant: Jutge d'instrucció
- Serge Rousseau: David
- Van Doude: Inspector

## Llocs de rodatge
- Escena de la sortida del matrimoni i del tret sobre el nuvi: església Saint-Lambert de Vaugirard al 15è arrodoniment de París, el tirador es troba en una finestra de l'últim pis del número 15 del carrer Gerbert, de cara a l'església.
- Algunes escenes han estat rodades en la vall del Grésivaudan (a Biviers), indret que François Truffaut apreciava, sobretot la casa filmada en la infantesa del personatge principal com en La Donne d'à côté, o a Bourg-d'Oisans quan Michel Bouquet surt del seu hotel. Es distingeix lluny, la façana del massís del Vercors sobre la vall del Grésivaudan. L'escena següent,suposadament té lloc als Alps, però de fet és rodada a Étampes, a la sortida del teatre, davant l'estàtua d'Étienne Geoffroy de Saint-Hilaire.

## Crítica
A Le Nouvel Observateur, el critic Jean-Louis Bory és elogiós: 
| « | el Professor Hitchcock, alumne de Truffaut, bravo. L'alumne ha vist les lliçons de mestre, les ha assimilat. Heus aquí el mestre també. I no és més que justícia | » |

.

## Al voltant de la pel·lícula
La influència d'aquesta pel·lícula sobre el guió de les pel·lícules Kill Bill de Quentin Tarantino és manifest, encara que negada pel director.
Fergus, interpretat per Charles Denner, es defineix ell mateix en aquesta pel·lícula com un "cavaleur". Truffaut en farà el personatge central de L'Homme qui aimait les femmes el 1977, on el paper serà igualment interpretat per Charles Denner. Destacar una gran diferència en el desenllaç amb la novel·la: a l'obra de William Irish, l'heroïna descobreix — com més tard el personatge de Jim Douglas en el western americà Bravados— que ha matat innocents.

## Premis i nominacions
Nominacions
- 1969: Globus d'Or a la millor pel·lícula de parla no anglesa